# Mir nach, Canaillen!
Mir nach, Canaillen! (Alternativtitel: Der Geächtete) ist ein deutscher Mantel-und-Degen-Film der DEFA von Ralf Kirsten aus dem Jahr 1964.

## Handlung
Preußen im Jahr 1730: Auf Befehl seines Königs reitet der Leutnant von Übbenau ins Hannoversche Land, um dort Soldaten zu „stehlen“. Im stattlichen Schafhirten Alexander will er seinen ersten Fang machen, doch wendet der den Spieß um. Von Übbenau wird von ihm gefangen genommen und vor Gericht gestellt. Der Todesstrafe kann er nur entgehen, weil er einwilligt, Alexander als seinen Sohn anzunehmen. In einer Gerichtsposse findet sich zudem in einer mit Alexander befreundeten Wäscherin die vorgebliche Mutter zum erfundenen Vater und Alexander begibt sich am nächsten Tag auf Übbenaus Anwesen, um sein potenzielles Erbe in Augenschein zu nehmen. Hier trifft er nicht nur auf eine überraschte Stief- und Großmutter, sondern auch auf seine schöne neue Schwester Ulrike, der er um der Liebe willen vom Streich an ihrem Vater erzählt. Was nur als Tollerei für einen Tag gedacht war, erweitert Alexander angesichts seiner „Schwester“ ungeplant um die Nacht, woraufhin er am nächsten Tag vor dem zurückgekehrten und wütenden Leutnant von Übbenau fliehen muss. Ulrike wiederum wird für ihren Fehltritt zur Gräfin Denhoff an den Hof Augusts des Starken nach Dresden geschickt.
Alexander begibt sich unbewusst ebenfalls nach Dresden, flieht er doch vor den Männern des Leutnants. Er hält auf der Flucht an einem Gut und verführt eine Mätresse des Königs, die eigentlich den Finanzminister zur Nacht erwartet. Der erscheint mit zwei vermummten Gesellen und heimlich abgezweigten Steuergeldern. Die zugehörige Urkunde, die den Raub an den Finanzen des Königs belegt, kann Alexander an sich nehmen. In einer Truhe auf einer Kutsche versteckt gelangt er schließlich an den königlichen Hof in Dresden und überreicht König August das geheime Schriftstück. Für seine Heldentat wird er mit dem höchsten Orden des Königreichs ausgezeichnet. Überraschend trifft Alexander Ulrike wieder. Beide müssen sich bald unliebsamer Verehrer erwehren: Ulrike wird vom König umworben, während dessen Freundin Gräfin Denhoff Alexander gern in ihrem Schlafzimmer wüsste. Nach einigen Turbulenzen gelingt Alexander und Ulrike die Flucht vom Hof. Beide kehren in Alexanders Dorf zurück und gründen eine Familie. Der Alltag sieht später anders aus: Alexander reitet mit Ulrike und den gemeinsamen vier Kindern ins Preußische, um dort seine Schwiegereltern zu besuchen.

## Produktion
Mir nach, Canaillen! entstand nach Motiven des Romans Eine Sommerabenddreistigkeit von Joachim Kupsch. Der Film wurde unter anderem in Quedlinburg sowie in und um Kromsdorf gedreht. Er erlebte am 25. Juli 1964 auf der Freilichtbühne „Regattastrecke Grünau“ in Berlin seine Premiere und kam am 31. Juli 1964 in die Kinos der DDR.
Mir nach Canaillen! war das Filmdebüt von Ulrich Plenzdorf, der unter anderem am Drehbuch beteiligt war.

## Kritik
Renate Holland-Moritz schrieb 1964, dass Manfred Krug und Regisseur Ralf Kirsten „ein nicht allzu schwergewichtiger historischer Rahmen [notwendig erschien], in den alles paßt, wonach junge Menschen nun einmal lechzen: Prügelarien, Liebesränke, übers Ohr gehauene Fürschten, wilde Pferde, flotte Reden und ein Superheld namens Krug.“
Frank-Burkhard Habel nannte den Film einen „Mantel-und-Degen-Film par excellence, ein großer Publikumserfolg, inhaltlich leichtgewichtig, aber bis in kleinste Rollen voller komödiantischer Glanzstücke.“
Für das Lexikon des internationalen Films war Mir nach, Canaillen! „[ein] turbulenter Spaß, sichtlich von der französischen Mantel- und Degen-Komödie ‚Fanfan, der Husar‘ beeinflusst.“
Cinema nannte den Film eine „leicht angestaubte Abenteuerkomödie“.